# سنور كوجري (جنس)
السنور الكوجري أو قط البوما (الاسم العلمي: Catopuma) هو جنس من أجناس السنوريات يضم نوعين آسيويين هما: قط خليج بورنيو والسنور الذهبي الآسيوي.
كلاهما يميل لون جسمهما إلى اللون الأحمر مع احمرار داكن في الرأس. البيئات التي يعيشون فيها تتمتل معضمها في غابات جنوب شرق آسيا.كان يعتقد بانهما ينتميان إلى نفس النوع بحيث كشفت التحاليل الجينية الأخيرة أن كل واحد يمتل نوعا مستقلاً.
ما زال يعتقد أن السنور المعرق ينتمي إلى هذا الجنس إلا أنه يتباين مع النوعين الآخرين في مجموعة من المميزات.